# Sveti Martin in berač (El Greco)
Sveti Martin in berač je slika grškega manierističnega slikarja El Greca, naslikana ok. 1597–1599, ki je trenutno v zbirki Narodne galerije umetnosti v Washingtonu, D. C. Prikazuje legendo iz življenja krščanskega svetnika Martina iz Toursa: svetnik je odrezal polovico svojega plašča in ga dal beraču.
El Greco je naredil manjšo različico slike, ki je v zbirki Art Institute of Chicago.

## Zgodovina
Sliko je naročil Martín Ramírez, donator kapele San Jose v Toledu.

## Opis
Slika prikazuje prizor iz legende o svetem Martinu: Svetnik razreže svoj plašč in ga polovico da beraču.
Slike so naslikane v olju na platnu. Podpisano z grškimi črkami v poševnem tisku, desno spodaj: δομήνικος θεοτοκóπουλος ε'ποíει.
Na tem platnu je vse mirno in spokojno, z veselo barvo, ki temelji na harmoniji zelenih, modrih, sivih in srebrno belih, kar daje prizoru pridih, ki je podoben pravljici. Sveti Martin se pojavi na čudovitem belem konju in je oblečen v slogu 16. stoletja, s polovičnim oklepom, pobarvanim z zlatom, lechuguilla okoli vratu, gregüescos in razkošnim zelenim ogrinjalom. Njegov obraz je skoraj najstniški in pri rezanju svojega plašča ne gleda berača, ampak se zdi zatopljen v globok pomen njegovega dejanja.
Berač je suh, ima povoj na desni nogi, je bos in gol, pokrit le z enim koncem plašča. Obstajajo primeri - flamski, španski in italijanski - skupine likov in konja, ki napreduje poševno. Komentirali so, da bi ta figura lahko služila kot model za tisto, ki se pojavlja na Rubensovem konjeniškem portretu vojvode Lermskega.
Za Harolda Wetheyja je to platno eno najboljših El Grecovih del in veliko boljše od katere koli od petih ohranjenih replik. Slikar predstavlja podobe svetega Martina, berača in konja, obrisane na bleščečem modrem nebu. V ozadju vidimo zelo spremenjeno silhueto mesta Toledo, ki še posebej poudarja most Alcántara in grad San Servando. Ta pokrajina sije z bliski svetlobe na temno zeleni vegetaciji.
V spodnjem desnem delu lahko vidite otok Antolínez in vodno kolo, eno od mnogih, ki so bili na tej strani nižine reke Tajo, kjer so bile zaradi pomembne tekstilne dejavnosti pogoste polnilnice. Opozoriti je treba, da gre za isti okvir, ki ga El Greco postavi v spodnji del Sv. Boštjana (El Greco, muzej Prado), pri čemer se ponavlja več elementov.